# ICEクラクフ・コングレス・センター
ICEクラクフ・コングレス・センター（ポーランド語:Centrum Kongresowe ICE Kraków）は、ポーランドのクラクフにある多目的ホール。2014年に完成。

## 概要
グルンヴァルト・ラウンドアバウトの近くで会議やイベントなどを行うコンベンションホールの計画は2000年頃から存在していたが、クラクフの都市開発によりその必要性が高まった。2002年のクラクフ市長選挙で当時の候補者であるヤツェック・マイフロフスキ氏が設立を発表した。その選挙ではマイフロフスキ氏は当選している。
ICEクラクフには 3つのメインルームがあり、メインホール、シアター、会議室があり、それぞれ最大収容人数は2000人、600人、300人。
ヴァヴェル城を望む3階まで吹抜きのロビー、多目的室などもある。
周辺には、地上駐車場、バスターミナル、360台収容可能な2階建ての地下駐車場などがある。
2017年にユネスコの第41回世界遺産委員会の会場になった。
その他、Esportsなどゲーム関係の催し物やコンサート、ファッションショーなどが開催される。